# Henry E. Erwin

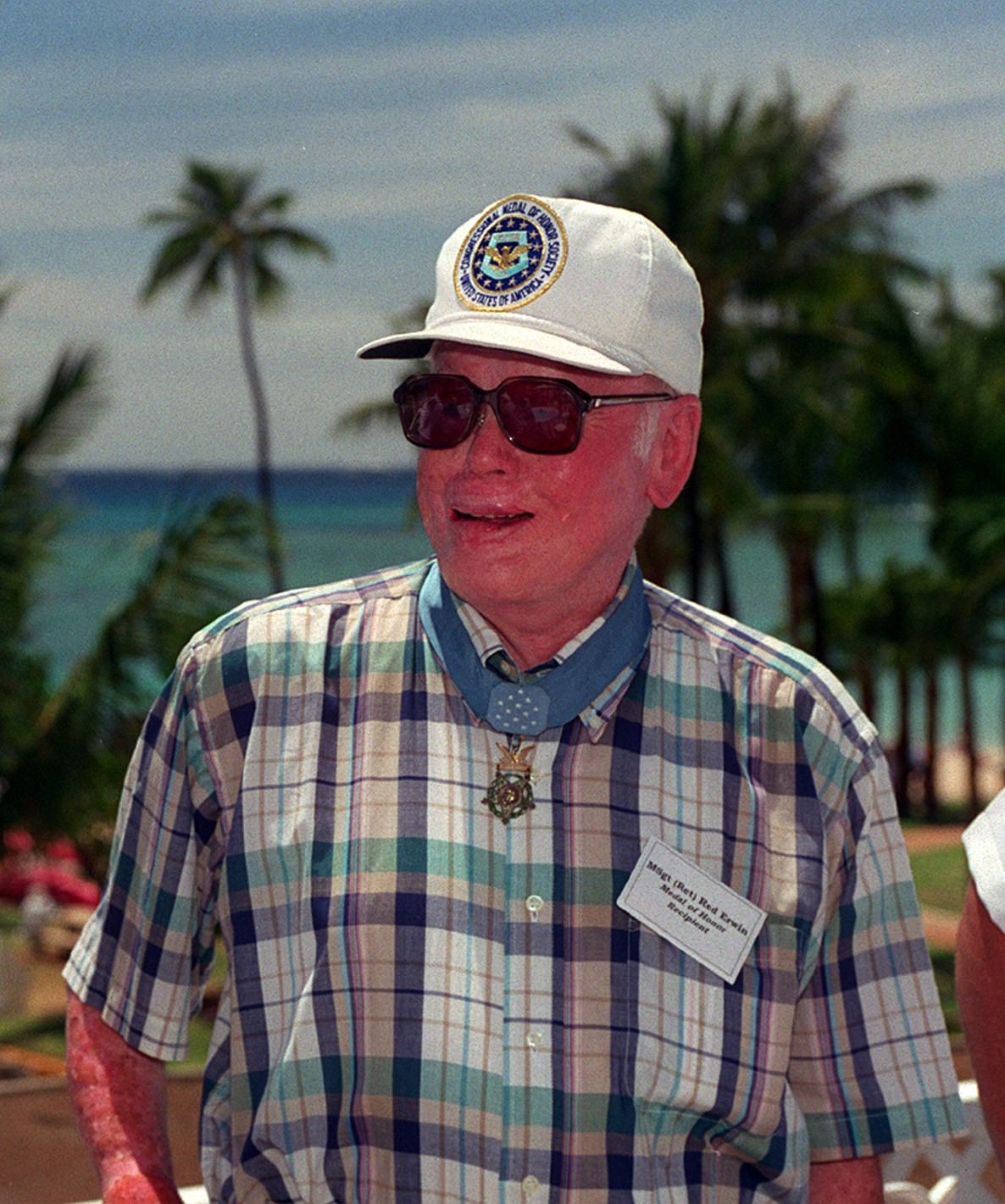
Henry E. Erwin jako weteran w 1995 roku

Henry E. Erwin (ur. 8 maja 1921 w Adamsville, zm. 16 stycznia 2002 w Birmingham) – amerykański żołnierz Sił Powietrznych Stanów Zjednoczonych, odznaczony Medalem Honoru.

## Życiorys
Henry Erwin urodził się 8 maja 1921 roku w Adamsville w Alabamie. 27 lipca 1942 roku wstąpił do wojsk lądowych w Birmingham i rozpoczął 3 lutego następnego roku szkolenie lotnicze w Ocala. Szybko został przeniesiony z kursu dla pilotów na kurs dla mechaników i radiooperatorów, który ukończył w roku 1944. Po szkoleniu Erwin trafił do 52 Grupy Bombowej w Dalhart w Teksasie, a następnie został wysłany do służby na Pacyfiku w 1945 roku.
12 kwietnia 1945 roku znalazł się w załodze startującego z bazy na Guamie B-29 Superfortressa, lecącego w grupie 75 bombowców. Celem nalotu były zakłady chemiczne w Kōriyamie. Erwin znajdował się w prowadzącym zgrupowanie samolocie, który nazwano dwojako: „City of Los Angeles” i „Snatch Blatch”; był to jego jedenasty lot bojowy z tą załogą. W czasie tego nalotu jego dodatkowym zadaniem było oznaczenie pozostałym maszynom celu poprzez zrzucenie dziesięciokilogramowej bomby dymnej, którą należało odbezpieczyć i wyrzucić przez uprzednio otwartą śluzę w podłodze.
Po znalezieniu się nad celem Erwin odbezpieczył bombę, ta jednak wybuchła natychmiast, zamiast po upływie sześciu sekund. Ładunek białego fosforu uległ natychmiastowemu zapłonowi, a rozbryzgując się poparzył Erwinowi twarz i oślepił go. Dodatkowo bomba odtoczyła się w stronę komory bombowej, co groziło eksplozją całego samolotu. Bombowiec zaczął też pikować z powodu gęstego, wypełniającego kabinę dymu. Erwin zdołał jednak dotrzeć do bomby i wyrzucić ją przez okno, po czym bombowiec wyrównał lot, a załoga zdołała ugasić płonącego Erwina. Samolot zawrócił w kierunku bazy na Iwo Jimie.
Załoga samolotu, po przewiezieniu Erwina na Iwo Jimę i umieszczeniu go na oddziale intensywnej terapii, postanowiła sporządzić raport i wniosek o nadanie mu Medalu Honoru. Raport natychmiast zawieziono do Dowództwa Sił Powietrznych na Guam, gdzie o piątej rano obudzono dowódcę lotnictwa bombowego w rejonie Pacyfiku, generała Curtisa LeMaya, który autoryzował raport i przesłał go bezzwłocznie do Waszyngtonu. Postanowiono Erwinowi nadać order najszybciej, jak to było możliwe, tak by odebrał odznaczenie jeszcze za życia, gdyż rozległość obrażeń nie pozostawiała wątpliwości, że radiooperator niedługo umrze. Wniosek, trafiwszy na biurko prezydenta Harry’ego Trumana, został natychmiast zaakceptowany i odesłany na Guam. W drodze wyjątku zdecydowano, że orderu prezydent nie wręczy osobiście.
Tymczasem Erwin został przewieziony do lepiej wyposażonego szpitala na Guamie. Po otrzymaniu informacji o nadaniu Medalu Honoru lotnicy z bazy wyruszyli do Kwatery Głównej Dowództwa Sił Pacyfiku na Hawajach, gdzie znajdował się najbliższy egzemplarz tego odznaczenia. Ponieważ nie było nikogo, kto mógłby im go wydać, włamali się do gabloty i zabrali go. 19 kwietnia generał LeMay wręczył odznaczenie Erwinowi.
Pomimo ciężkiego stanu, Erwin przeżył. W ciągu kolejnych 30 miesięcy przeszedł 41 operacji, podczas których przywrócono mu wzrok, zrekonstruowano spaloną twarz i przywrócono władzę w jednej ręce. Opuścił wojsko w 1947 roku i rozpoczął pracę jako doradca i opiekun w szpitalu Urzędu do spraw Weteranów.
Zmarł 16 stycznia 2002 roku w Birmingham, pochowany na tamtejszym Elmwood Cemetery.

## Odznaczenia
- Medal Honoru (1945)[2][1]

## Upamiętnienia
- Na podstawie wydarzeń, które zaszły w czasie nieudanego bombardowania, powstał film Wild Blue Yonder (1951)[1][4].
- W 1997 roku USAF ustanowił coroczną nagrodę jego imienia przyznawaną za wybitne osiągnięcia w czasie służby[2].